# 日間賀神社
日間賀神社（ひまかじんじゃ）は、愛知県知多郡南知多町大字日間賀島北地72にある神社。旧社格は村社。

## 祭神

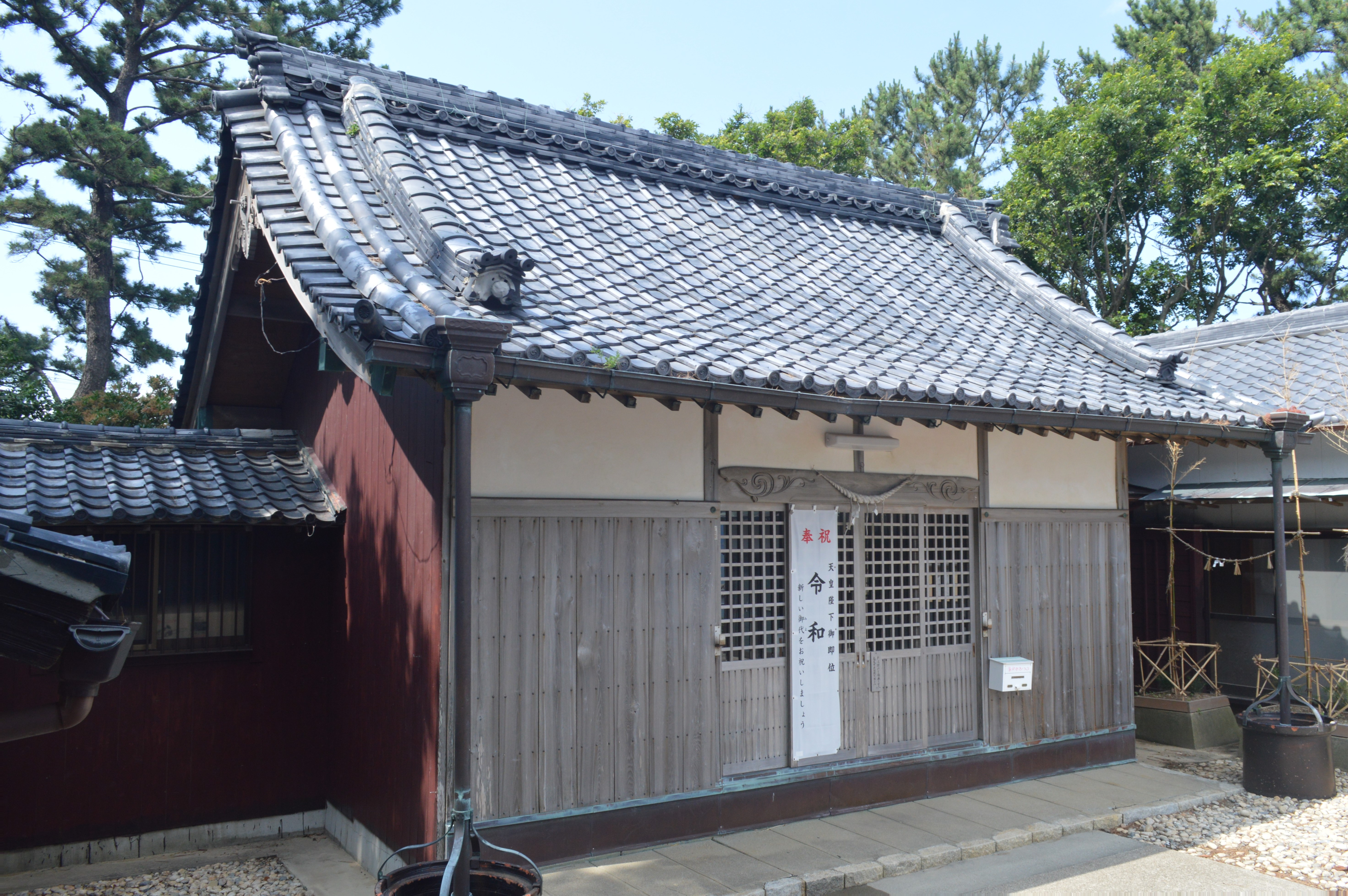
社殿

- 天忍穂耳命（あまのおしほみみのみこと）
- 天津彦根命（あまつひこねのみこと）
- 天穂日命（あまのほひのみこと）
- 活津彦根命（いくつひこねのみこと）
- 熊野久須日命（くまのくすびのみこと）
- 湍津姫神（たぎつひめのみこと）
- 田心姫命（たごころひめのみこと）
- 市杵島姫命（いちきしまひめのみこと）

出典 : 由緒書

## 歴史
日間賀神社境内の東側には6世紀から7世紀の北地古墳群があり、北地第1号墳から北地第14号墳まで14基の古墳が発見されている。北地古墳群は直径約10mの円墳であり、横穴式石室を有している。副葬品としては須恵器・太刀・鉄鏃などのほかに、サメ漁に用いられていたとされる鉄製の釣針やダルマ形の石錘が出土しており、「北地古墳群出土漁具」は南知多町指定文化財（考古資料）に指定されている。出土品は基本的に南知多町郷土資料館に展示されているほか、日間賀島資料館にも展示されている。
古くは八王子社と呼ばれたが、室町時代の正平20年（1365年）に編纂された本国帳には比摩加天神として記載されている。応永19年（1412年）、篠島の神明神社から神明宮を勧請し、八王子神明宮に改称した。1871年（明治4年）、現行名称の日間賀神社に改称した。

## 年間行事
- 1月2日 - 甘酒祭
- 1月3日 - 屋形祭・タコ祭・ヨイヨイ祭
- 9月15日 - 秋の大祭・おかぐらの奉納

## 現地情報
所在地
- 470-3504 愛知県知多郡南知多町大字日間賀島北地72

アクセス
- 日間賀島東港から徒歩